# Bananarama
Bananarama je britská vokální dívčí skupina. Založily ji v roce 1980 spolužačky z London College of Fashion Sara Dallinová, Keren Woodwardová a Siobhan Faheyová. Skupina vycházela z novovlnného hnutí: zpívala jako doprovod skupin The Jam a The Nips, její první singl „Aie a Mwana“ v roce 1981 produkovali Paul Cook a Steve Jones. Sound tria se postupně posunul k taneční pop music a spolupráce s producenty Stock, Aitken & Waterman jim přinesla řadu úspěchů: skladby „Robert De Niro's Waiting...“, „Love in the First Degree“ a „Help!“ se umístily na třetím místě UK Singles Chart, coververze písně Shocking Blue „Venus“ vedla v roce 1986 americkou hitparádu Billboard Hot 100, skupina se podílela také na úspěšném charitativním singlu „Do They Know It's Christmas?“. Nahrávka „Cruel Summer“ byla použita ve filmu Karate Kid a „Riskin’ A Romance“ ve filmu Tajemství mého úspěchu.
V roce 1988 Bananaramu opustila Siobhan Faheyová, která spolu s americkou zpěvačkou Marcellou Detroitovou založila duo Shakespears Sister. Nahradila ji Jacquie O’Sullivanová, členka skupiny Shillelagh Sisters. Odešla po vydání alba Pop Life v roce 1991 a od té doby vystupují Woodwardová a Dallinová pouze ve dvojici.
Bananarama patří ke komerčně nejúspěšnějším ženským skupinám historie, během své existence prodala čtyřicet milionů nosičů.

## Diskografie
- Deep Sea Skiving (1983)
- Bananarama (1984)
- True Confessions (1986)
- Wow! (1987)
- Pop Life (1991)
- Please Yourself (1993)
- Ultra Violet (1995)
- Exotica (2001)
- Drama (2005)
- Viva (2009)
- In Stereo (2019)